# Élections sénatoriales de 1968 en Guadeloupe
 (signalé en août 2025).
Si vous disposez d'ouvrages ou d'articles de référence ou si vous connaissez des sites web de qualité traitant du thème abordé ici, merci de compléter l'article en donnant les références utiles à sa vérifiabilité et en les liant à la section « Notes et références ».
- Archive Wikiwix
- Bing
- Cairn
- DuckDuckGo
- E. Universalis
- Gallica
- Google
- G. Books
- G. News
- G. Scholar
- Persée
- Qwant
- (zh) Baidu
- (ru) Yandex
- (wd) trouver des œuvres sur Wikidata

Les élections sénatoriales en Guadeloupe ont eu lieu le dimanche 22 septembre 1968.
Elles ont eu pour but d'élire les deux sénateurs représentant le département au Sénat de la Cinquième République, pour les neuf prochaines années. 

## Contexte départemental
Les grands électeurs qui votent pour ces élections reflètent les résultats des élections municipales de 1965.

## Présentation des candidats et des suppléants
Les nouveaux représentants sont élus pour un mandat de 9 ans au suffrage universel indirect par les 604 grands électeurs, dont les 33 conseillers généraux, élus au Conseil général, les 4 parlementaires et 567 délégués des conseils municipaux.
| Candidats | Candidats        | Parti | Principale fonction                                                      |
| --------- | ---------------- | ----- | ------------------------------------------------------------------------ |
|           | Lucien Bernier * | SFIO  | Maire et conseiller général de Saint-François. Avocat. Sénateur sortant. |
|           | Robert Pentier   | SFIO  | Conseiller général de Basse-Terre-2. Professeur d'histoire.              |

| Candidats | Candidats       | Parti        | Principale fonction |
| --------- | --------------- | ------------ | --- |
|           | Amédée Valeau * | UDR (ex RGR) | Conseiller général et maire de Gourbeyre. Chirurgien-dentiste, agriculteur, grand propriétaire. Ancien sénateur (1952-1959) |
|           | Médard Albrand  | UDR          | Conseiller général de Petit-Canal. Commerçant. Ancien Député (1958-1967).                                                   |

| Candidats | Candidats          | Parti   | Principale fonction                                                    |
| --------- | ------------------ | ------- | ---------------------------------------------------------------------- |
|           | Marcel Gargar      | app PCG | Adjoint au maire de Pointe-à-Pitre. Inspecteur des finances publiques. |
|           | Maximilien Vrécord | PCG     | Maire de Petit-Canal. Instituteur.                                     |

| Candidats | Candidats      | Parti | Principale fonction |
| --------- | -------------- | ----- | --- |
|           | René Toribio * | SFIO  | Ancien président du Conseil général (1954-1956). Conseiller général et maire du Lamentin. Directeur de l'école du Lamentin. Sénateur sortant. |

## Résultats
| Candidat et parti politique | Candidat et parti politique | Candidat et parti politique | Premier tour | Premier tour | Ballotage | Ballotage |
| Candidat et parti politique | Candidat et parti politique | Candidat et parti politique | Voix         | %            | Voix      | %         |
| --------------------------- | --------------------------- | --------------------------- | ------------ | ------------ | --------- | --------- |
|                             | Amédée Valeau               | UDR                         | 243          | 43,71        | 386       | 65,76     |
|                             | Lucien Bernier *            | SFIO                        | 183          | 32,91        | 208       | 35,43     |
|                             | Médard Albrand              | UDR                         | 177          | 31,84        | 46        | 7,84      |
|                             | Robert Pentier              | SFIO                        | 169          | 30,40        | 171       | 29,13     |
|                             | Marcel Gargar               | PCG                         | 149          | 26,80        | 277       | 47,19     |
|                             | Maximilien Vrécord          | PCG                         | 121          | 21,76        | 4         | 0,07      |
|                             | René Toribio *              | SFIO                        | 32           | 5,76         | 3         | 0,05      |
|                             |                             |                             |              |              |           |           |
| Inscrits                    | Inscrits                    | Inscrits                    | 604          | 100,00       | 604       | 100,00    |
| Votants                     | Votants                     | Votants                     | 598          | 99,01        | 602       | 99,67     |
| Exprimés                    | Exprimés                    | Exprimés                    | 556          | 92,98        | 587       | 97,51     |